# Budihal, Nargund
Budihal là một làng thuộc tehsil Nargund, huyện Gadag, bang Karnataka, Ấn Độ.